# 篠原千咲
篠原 千咲（しのはら ちさき、2月25日 - ）は、日本のフリーアナウンサー。

## 来歴
富山県出身。学習院女子大学卒業。
2020年4月にテレビ金沢 (KTK) に入社し、2021年3月まで同局のアナウンサーを務めた。
退社後、フリーアナウンサーとしての活動を開始した。2022年4月から飛騨高山テレ・エフエム (HitsFM) のナビゲーターを務めている。

## 担当番組

### テレビ番組
- となりのテレ金ちゃん（テレビ金沢）[4][5]
- 北國新聞ニュース[要出典]（テレビ金沢）
- テレビ金沢ニュース[要出典]（テレビ金沢）
- わがまち再発見[要出典]（飛騨高山ケーブルネットワーク製作）

### ラジオ番組
- HITS VOICE OF THE COMPASS (HitsFM) [6][7]
- HITS SUNDAY CHANNEL (HitsFM) [7]